# شهرستان اوکتیابرسکی (استان روستوف)
شهرستان اوکتیابرسکی (به لاتین: Oktyabrsky District) یک شهرستان در روسیه است که در استان روستوف واقع شده‌است.